# Bergaris
Bergaris is een geslacht van vlinders uit de familie van de houtboorders (Cossidae). De wetenschappelijke naam en de beschrijving van dit geslacht werden voor het eerst in 1990 gepubliceerd door Pim Schoorl.
De soorten van dit geslacht komen voor in Zuidoost-Azië.

## Soorten
- Bergaris flora Yakovlev, 2006
- Bergaris halim Yakovlev, 2011
- Bergaris jacobsoni (Roepke, 1957)
- Bergaris lutescens (Roepke, 1957)
- Bergaris malayica (Roepke, 1957)
- Bergaris ruficeps (Joannis, 1929)
- Bergaris solovievi Yakovlev, 2011